# Virgin Galactic
Virgin Galactic er en virksomhed oprettet i 2004 af Richard Branson. Virksomheden er en del af Virgin Group. Formålet er nu og i den nærmeste fremtid på kommerciel basis at udbyde rejser ud i rummet til privatpersoner.
Virksomhedens rumfartøjer afsendes fra store flyvemaskiner, der giver fartøjerne en højere intitialhastighed og højde, end hvis de var affyret fra jorden.
Virksomheden led et tilbageslag, da dets rumfartøj SpaceShipTwo under en testflyvning styrtede ned. Den 19. februar 2016 afslørede Richard Branson imidlertid Virgin Galactics nye rumskib VSS Unity.